# 香蕉 (藝人)
香蕉（1988年7月5日—），本名王俊傑，台灣男藝人與YouTuber、《寶島神很大》主持人。
原為新北市淡水區街頭藝人，因臉型身型皆修長特徵取名為香蕉，2011年在YouTube以甜蜜蜜+beatbox惡搞詐騙集團的影片登上新聞版面。
在貴人山豬的拉攏下進入《瘋神無雙》，為成員之一。
2014年與Cooper共同主持三立臺灣台節目《寶島神很大》， 走遍全台各種宗教盛會，2016年起於Youtube經營「香蕉」頻道。活躍於各大電視節目
於2023/09 與 Timmy 步入婚禮，並共同經營「香蕉」、『一同趣蕉遊』 粉絲專頁。

## 演出作品

### 電視劇
- PMAM（2013年）客串 香蕉
- 聶小倩（2016年）客串 馬面
- 滾石愛情故事 新不了情（2016年）客串 餐廳店員
- 90後的我們 (2019年) 客串 警察

### 電影
- 六弄咖啡館（2016年）客串 大學室友[2]

## 節目

### 固定演出
- 瘋神無雙（2011年8月─2020年7月）
- 寶島神很大（2014年至今）

### 網路節目
- 承影傳播Playtv頻道《我的網路STYLE》實況（2015年）
- 麥卡貝《木曜四超玩》（2016.1.14）（2016.3.24）
- 麥卡貝《週一電玩爆爆》（2016.7.18）
- LINE TODAY《老外調查團》（2022.10.28）

### 得獎
- 以 《寶島神很大》獲得第57屆電視金鐘獎「生活風格節目主持人獎」 (2022年)

## 外部連結
- 香蕉 王俊傑的Facebook專頁
- 香蕉 王俊傑的Instagram帳戶
- YouTube上的香蕉
- Beatbox香蕉的新浪微博